# Objecte Thorne–Żytkow
Un objecte Thorne–Żytkow (TŻO o TZO), també conegut com a estrella híbrida, és un tipus d'estrella conjecturada en què una gegant vermella o supergegant vermella conté una estrella de neutrons al seu nucli, formada per la col·lisió del gegant amb l'estrella de neutrons. Aquests objectes van ser plantejats per Kip Thorne i Anna Żytkow el 1977. L'any 2014, es va descobrir que l'estrella HV 2112, situada al petit núvol de Magallanes (SMC), era un candidat fort, tot i que des d'aleshores aquesta visió ha estat refutada. Un altre possible candidat és l'estrella HV 11417, també ubicada a l'SMC.

## Formació
Un objecte Thorne–Żytkow es formaria quan una estrella de neutrons xoca amb una altra estrella, sovint una gegant vermella o supergegant. Els objectes que xoquen poden ser simplement estrelles errants, tot i que és probable que això només passi en cúmuls globulars extremadament concorreguts. Alternativament, l'estrella de neutrons es podria formar en un sistema binari quan una de les dues estrelles passa a ser supernova. Com que cap supernova és perfectament simètrica, i perquè l'energia d'unió de la binària canvia amb la massa perduda a la supernova, l'estrella de neutrons es quedarà amb certa velocitat relativa a la seva òrbita original. Aquesta puntada pot fer que la seva nova òrbita es talli amb la seva companya o, si la seva companya és una estrella de la seqüència principal, pot ser engolida quan la seva companya evolucioni cap a una gegant vermella.
Una vegada que l'estrella de neutrons entra a la gegant vermella, l'arrossegament entre l'estrella de neutrons i les capes exteriors i difuses de la gegant vermella fa que l'òrbita del sistema estel·lar binari es decai i l'estrella de neutrons i el nucli de la gegant vermella en espiral cap a l'interior. Depenent de la seva separació inicial, aquest procés pot trigar centenars d'anys. Quan els dos finalment xoquen, l'estrella de neutrons i el nucli de la gegant vermella es fusionaran. Si la seva massa combinada supera el límit de Tolman–Oppenheimer–Volkoff, aleshores els dos col·lapsaran en un forat negre. En cas contrari, els dos s'uniran en una sola estrella de neutrons.
Si una estrella de neutrons i una nana blanca es fusionen, això podria formar un objecte Thorne–Żytkow amb les propietats d'una variable R Coronae Borealis.

## Propietats
La superfície de l'estrella de neutrons és molt calenta, amb temperatures que superen els 109 K, més calentes que els nuclis de totes les estrelles menys les més massives. Aquesta calor està dominada per la fusió nuclear en el gas d'acreció o per la compressió del gas per la gravetat de l'estrella de neutrons. A causa de l'alta temperatura, es poden produir processos nuclears inusuals quan l'embolcall de la gegant vermella cau a la superfície de l'estrella de neutrons. L'hidrogen pot fusionar-se per produir una barreja d'isòtops diferent de la que fa en la nucleosíntesi estel·lar ordinària, i alguns astrònoms han proposat que la ràpida nucleosíntesi de protons que es produeix en els esclats de raigs X també té lloc dins dels objectes de Thorne–Żytkow.
Observacionalment, un objecte Thorne–Żytkow pot assemblar-se a una supergegant vermella, o, si fa prou calor com per expulsar les capes superficials riques en hidrogen, una estrella Wolf–Rayet rica en nitrogen (tipus WN8).

## Dissolució
S'ha teoritzat que la pèrdua de massa acabarà amb l'etapa TŻO, amb l'embolcall restant convertit en un disc, donant lloc a la formació d'una estrella de neutrons amb un disc d'acreció massiu. Aquestes estrelles de neutrons poden formar la població de púlsars aïllats amb discs d'acreció. El disc d'acreció massiva també pot col·lapsar-se en una nova estrella, convertint-se en un company estel·lar de l'estrella de neutrons. L'estrella de neutrons també pot acumular material suficient per col·lapsar-se en un forat negre.

## Història d'observació
El 2014, un equip dirigit per Emily Levesque va argumentar que l'estrella HV 2112 tenia abundància inusualment alta d'elements com molibdè, rubidi, liti i calci, i una gran lluminositat. Com que ambdues són característiques esperades dels objectes de Thorne–Żytkow, això va portar l'equip a suggerir que HV 2112 podria ser el primer descobriment d'un TZO. Tanmateix, aquesta afirmació va ser qüestionada en un article de 2018 d'Emma Beasor i col·laboradors, que van argumentar que no hi ha proves que HV 2112 tingués cap patró d'abundància inusual més enllà d'un possible enriquiment de liti i que la seva lluminositat és massa baixa. Van presentar un altre candidat, HV 11417, basat en una aparent sobreabundància de rubidi i una lluminositat similar a la HV 2112.